# Adelastes hylonomos
Adelastes hylonomos é uma espécie de anfíbio anuros da família Microhylidae. É considerada espécie deficiente de dados pela Lista Vermelha da UICN. Está presente em Venezuela.